# Long Hưng, Đồng Tháp
Long Hưng là một xã thuộc tỉnh Đồng Tháp, Việt Nam.

## Địa lý
Xã Long Hưng có vị trí địa lý:
- Phía đông giáp phường Trung An và xã Châu Thành.
- Phía tây giáp xã Long Định.
- Phía nam giáp xã Kim Sơn và Vĩnh Kim.
- Phía bắc giáp xã Tân Hương và Tân Phước 3.

Xã có diện tích 43,25 km², dân số năm 2025 là 47.304 người, mật độ dân số đạt 1.093 người/km².

## Lịch sử
Ngày 16 tháng 6 năm 2025, Ủy ban Thường vụ Quốc hội ban hành Nghị quyết số 1663/NQ-UBTVQH15 về việc sắp xếp các đơn vị hành chính cấp xã của tỉnh Đồng Tháp năm 2025. Theo đó, sắp xếp toàn bộ diện tích tự nhiên, quy mô dân số của các xã Tam Hiệp, Thạnh Phú và Long Hưng thành xã mới có tên gọi là xã Long Hưng.
Sau khi sáp nhập, xã Long Hưng có 43,25 km² diện tích tự nhiên và dân số 47.304 người.

## Địa danh
Di tích mộ cụ thân sinh của Tả quân Lê Văn Duyệt là di tích lịch sử - văn hóa cấp tỉnh.

## Thư viện ảnh

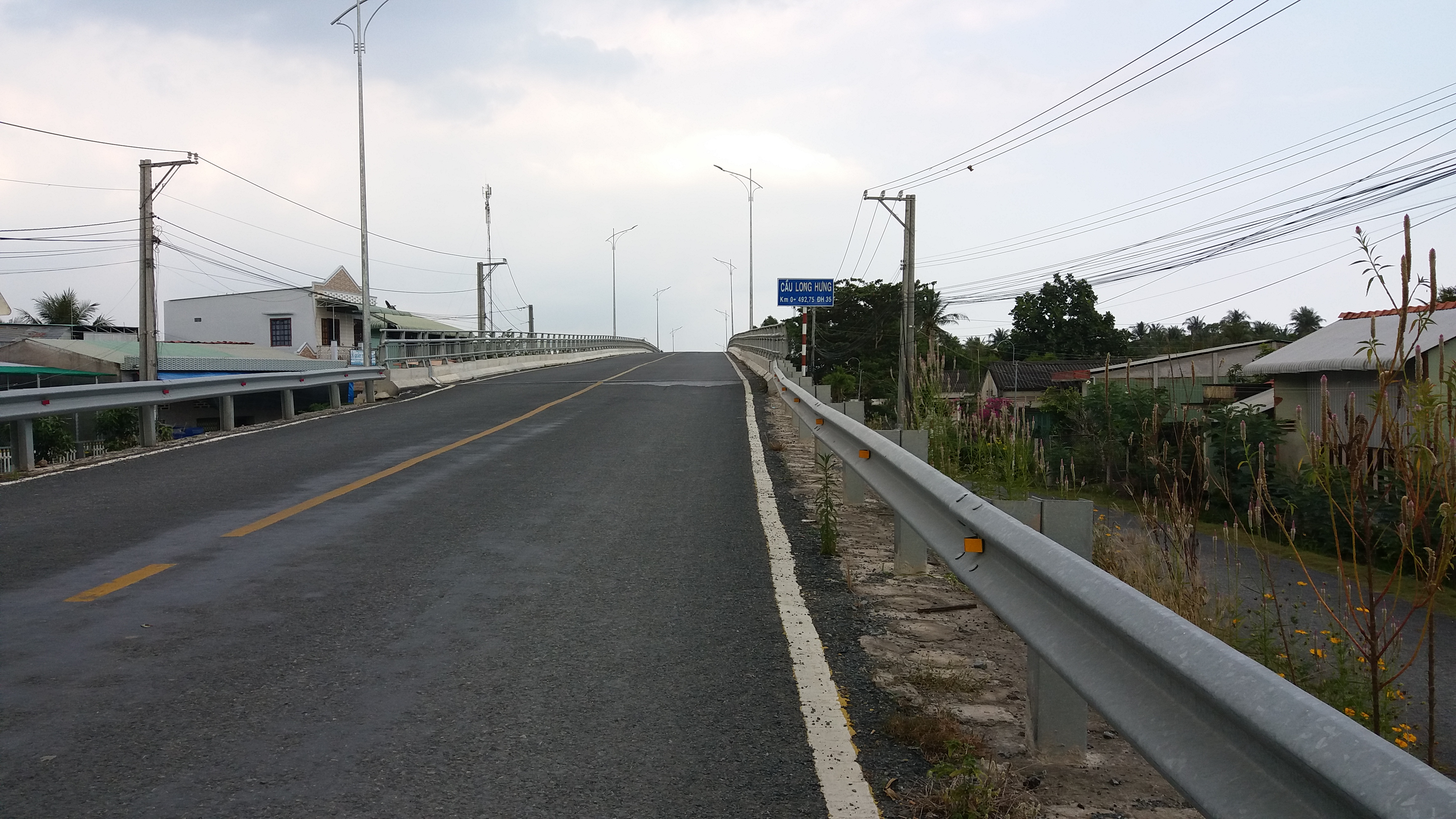
cầu Long Hưng.
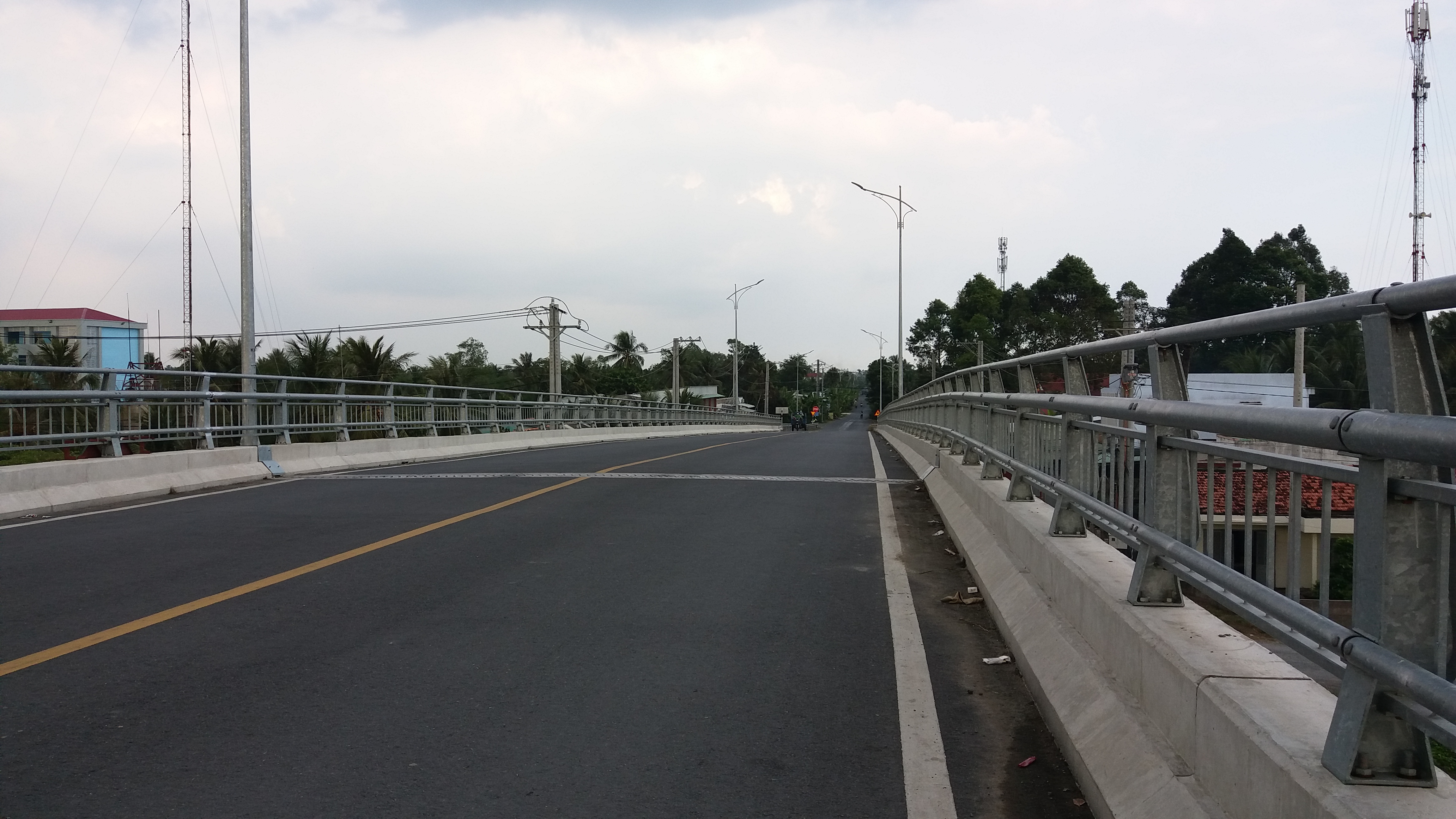
cầu Long Hưng.
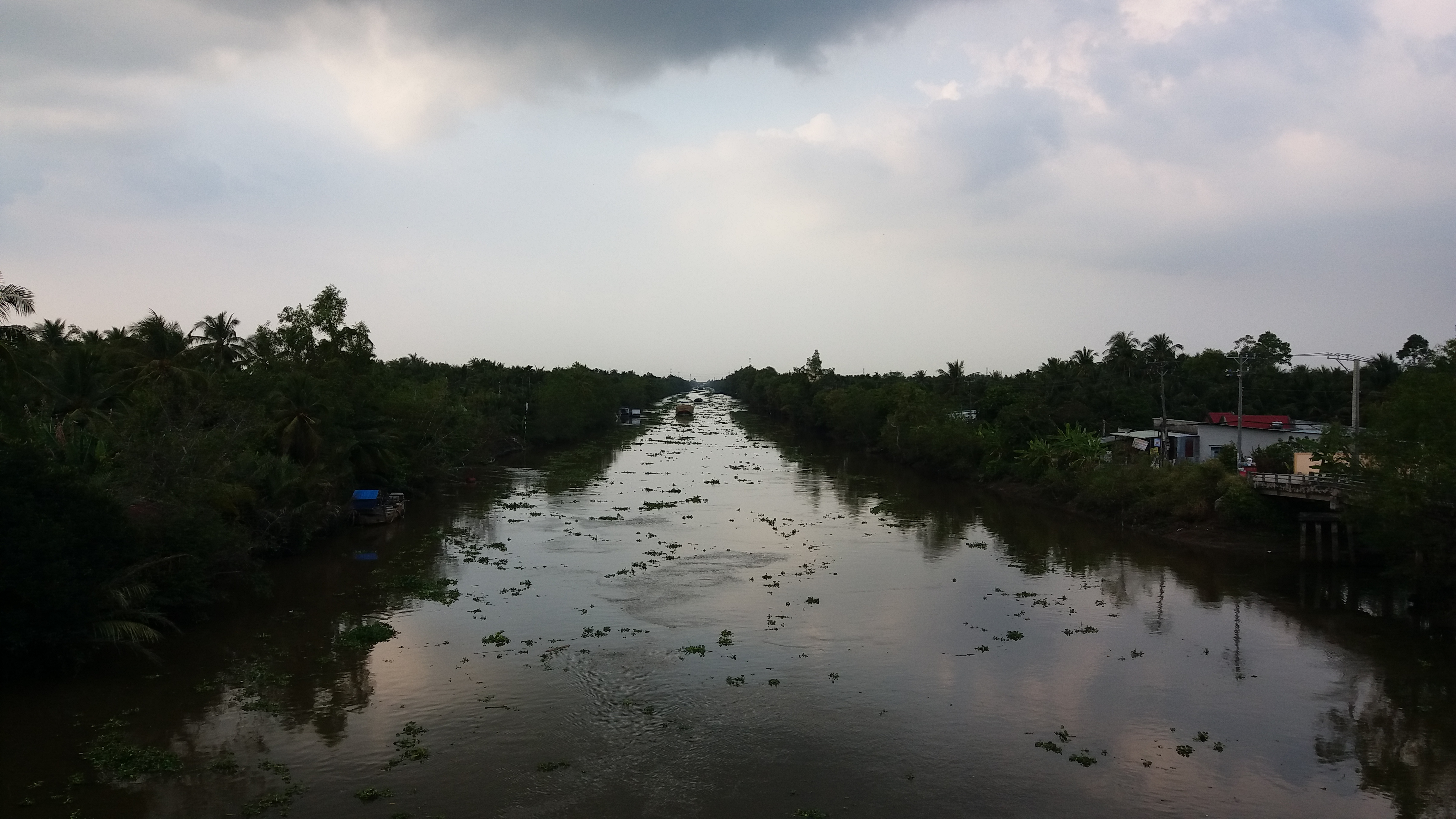
Kinh Xáng nhìn từ cầu Long Hưng hướng về phía bắc, hướng trông ra Quốc lộ 1A.
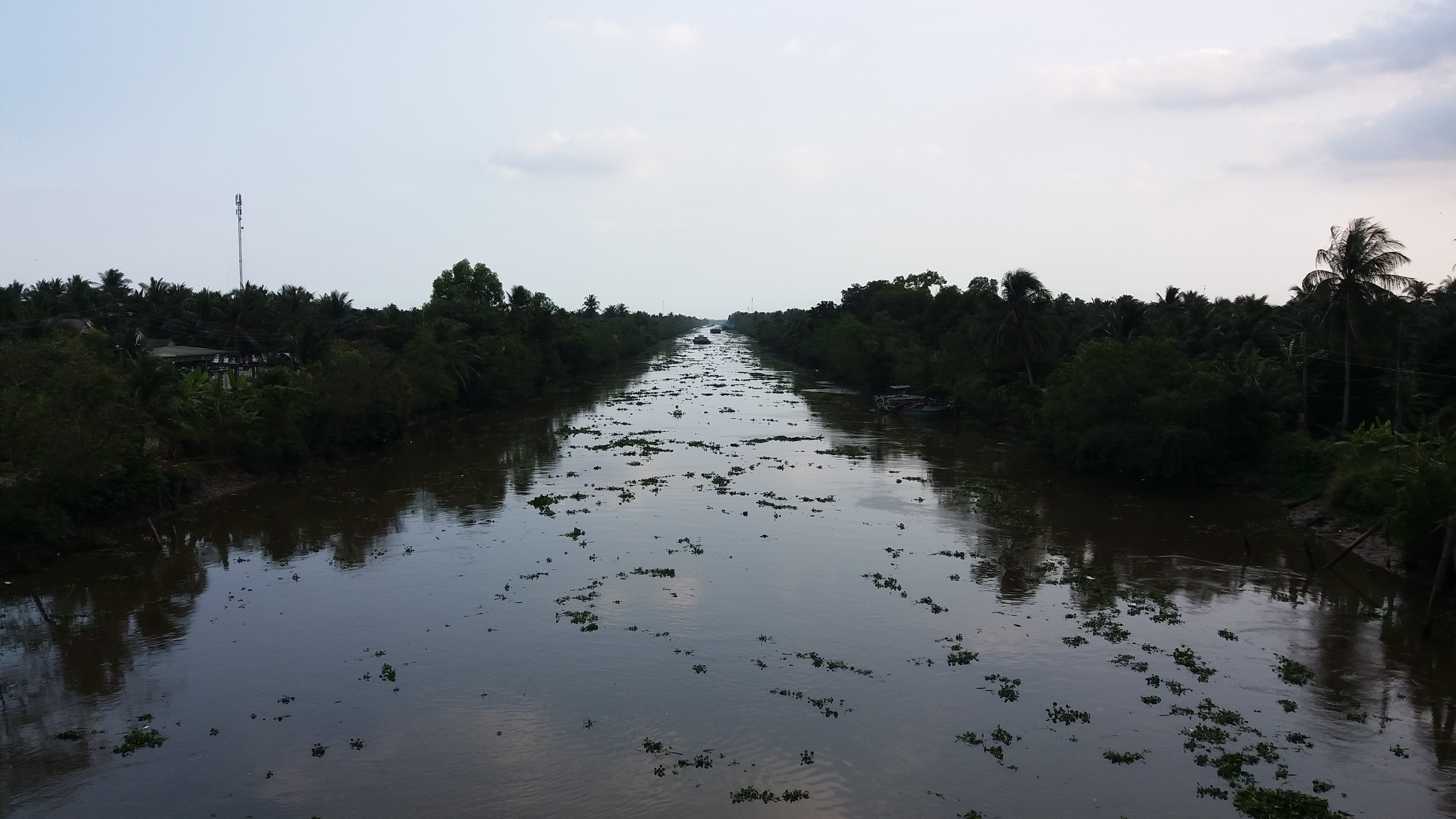
Kinh Xáng nhìn từ cầu Long Hưng hướng về phía nam, hướng đổ ra sông Tiền.
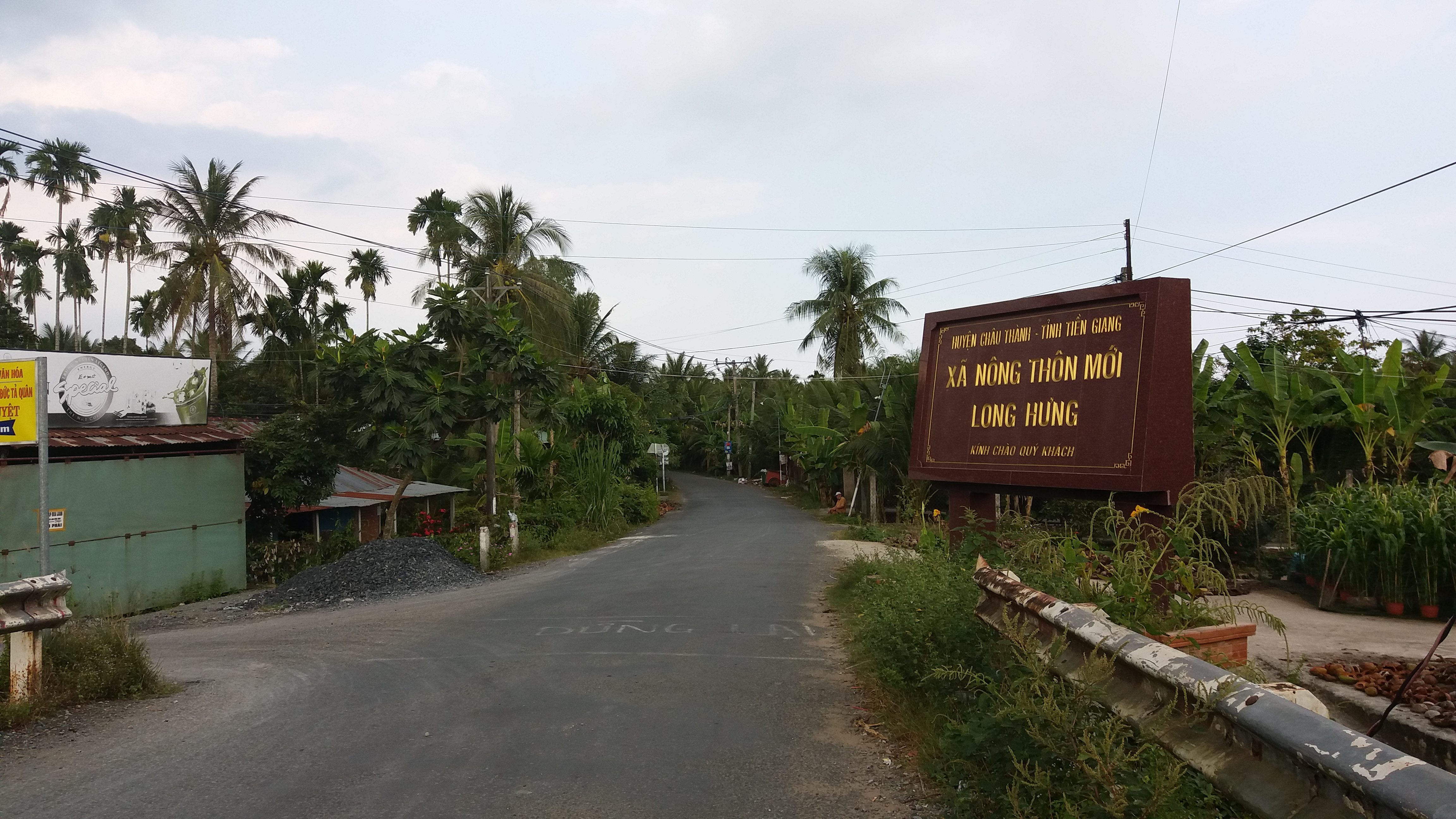
Đường huyện 35 qua xã Long Hưng.
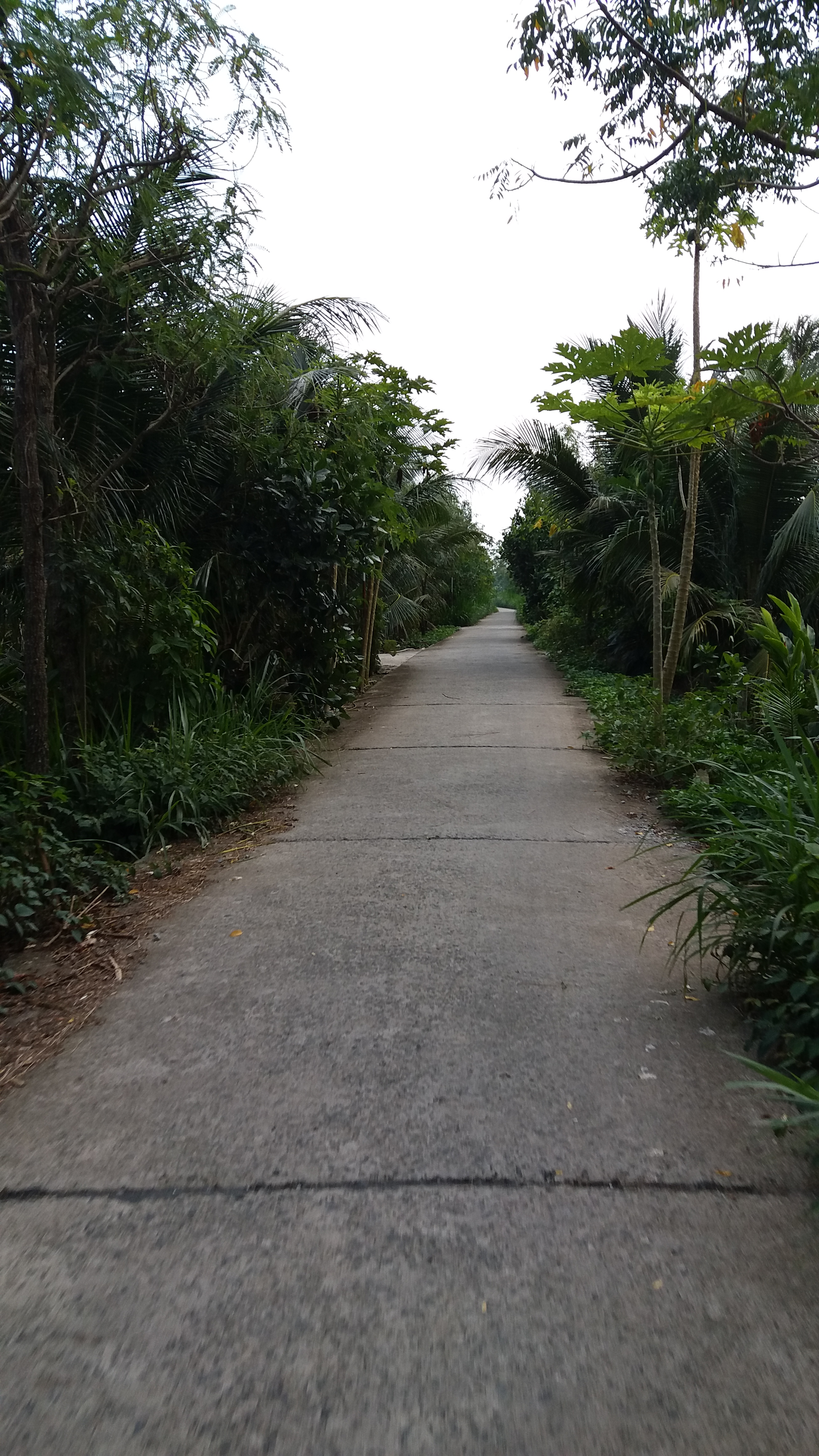
Đông Kinh Xáng.
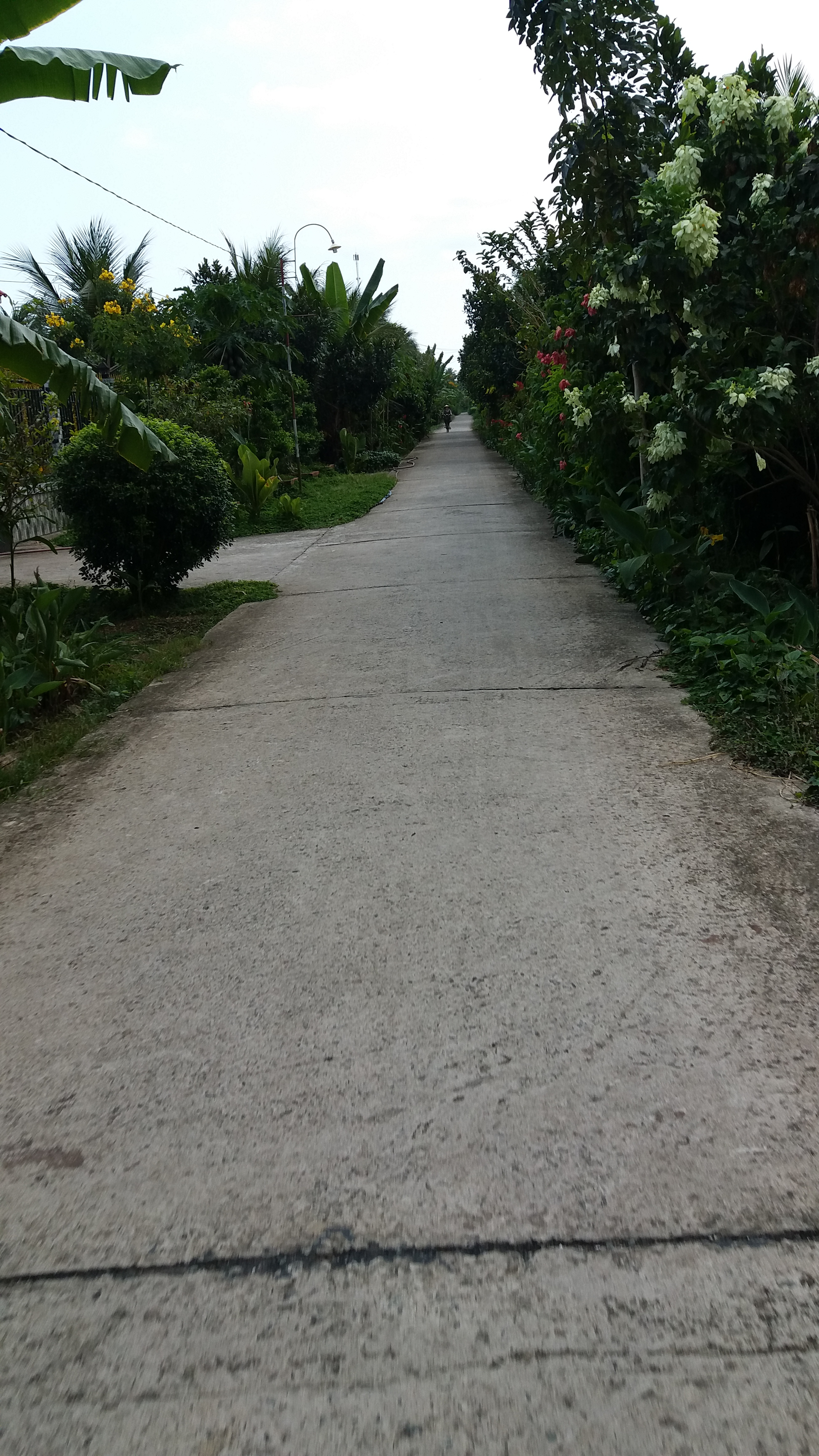
Đông Kinh Xáng.
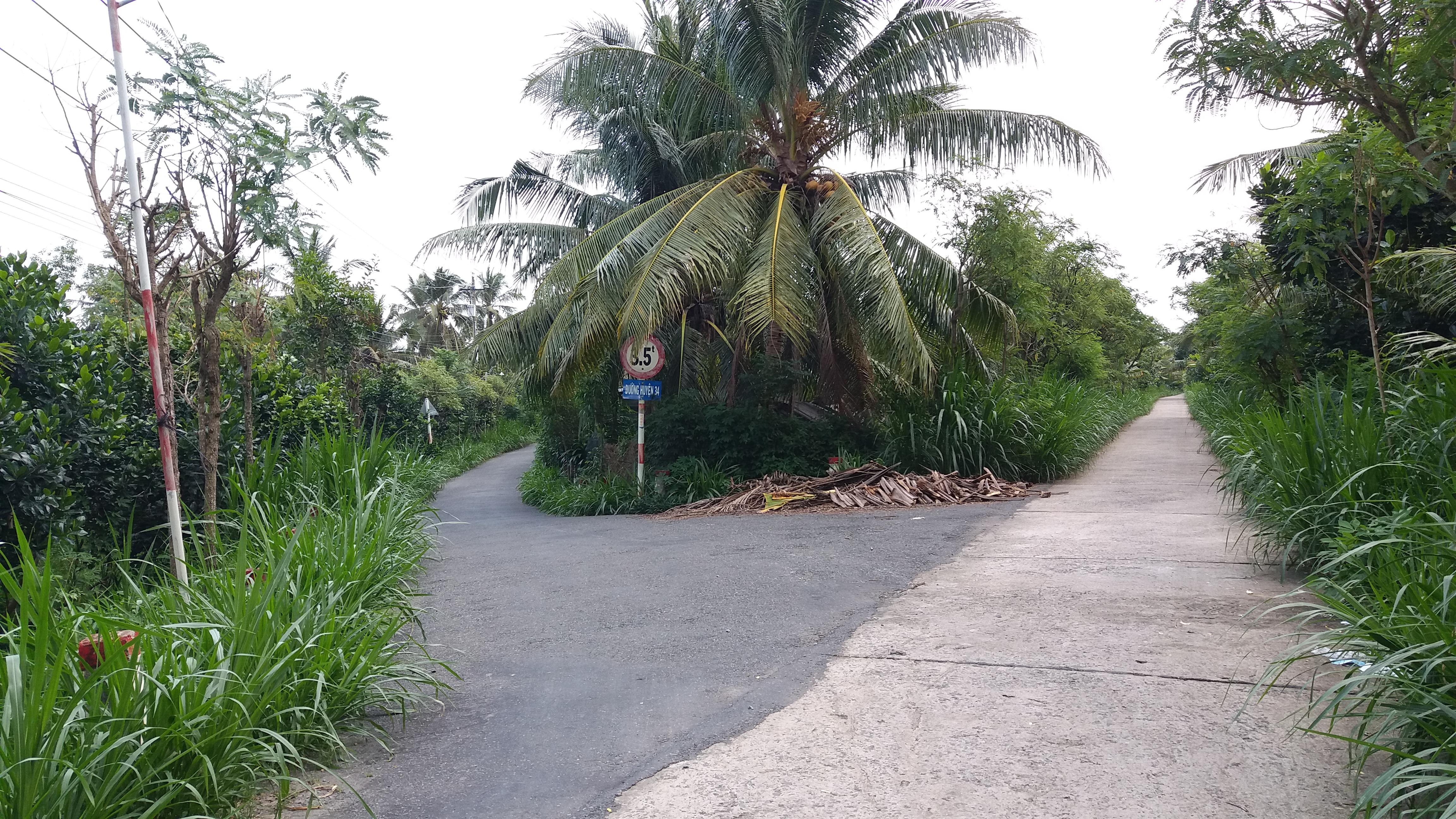
Đầu đường huyện 34.
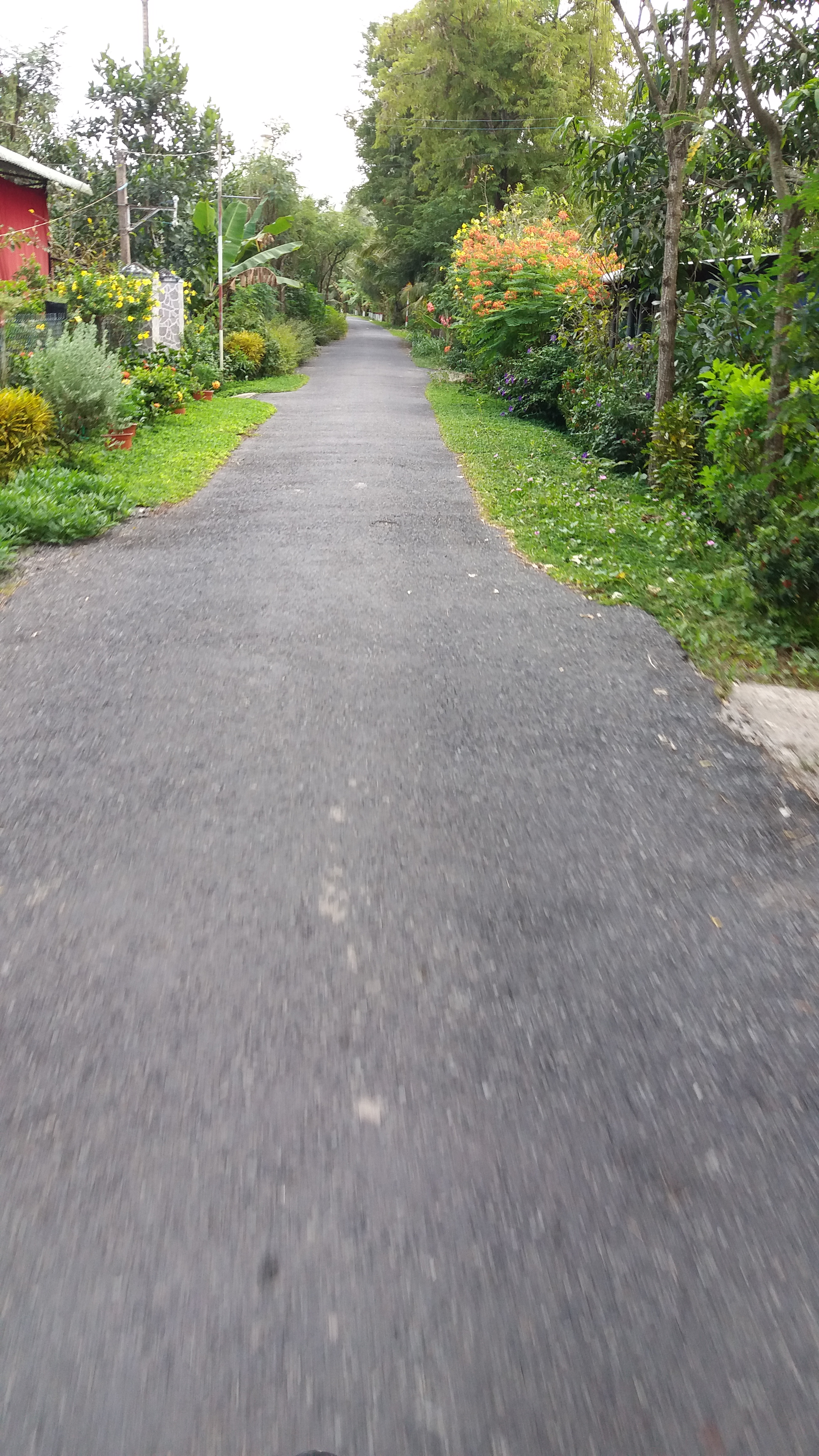
Đường huyện 34, đoạn nhựa.
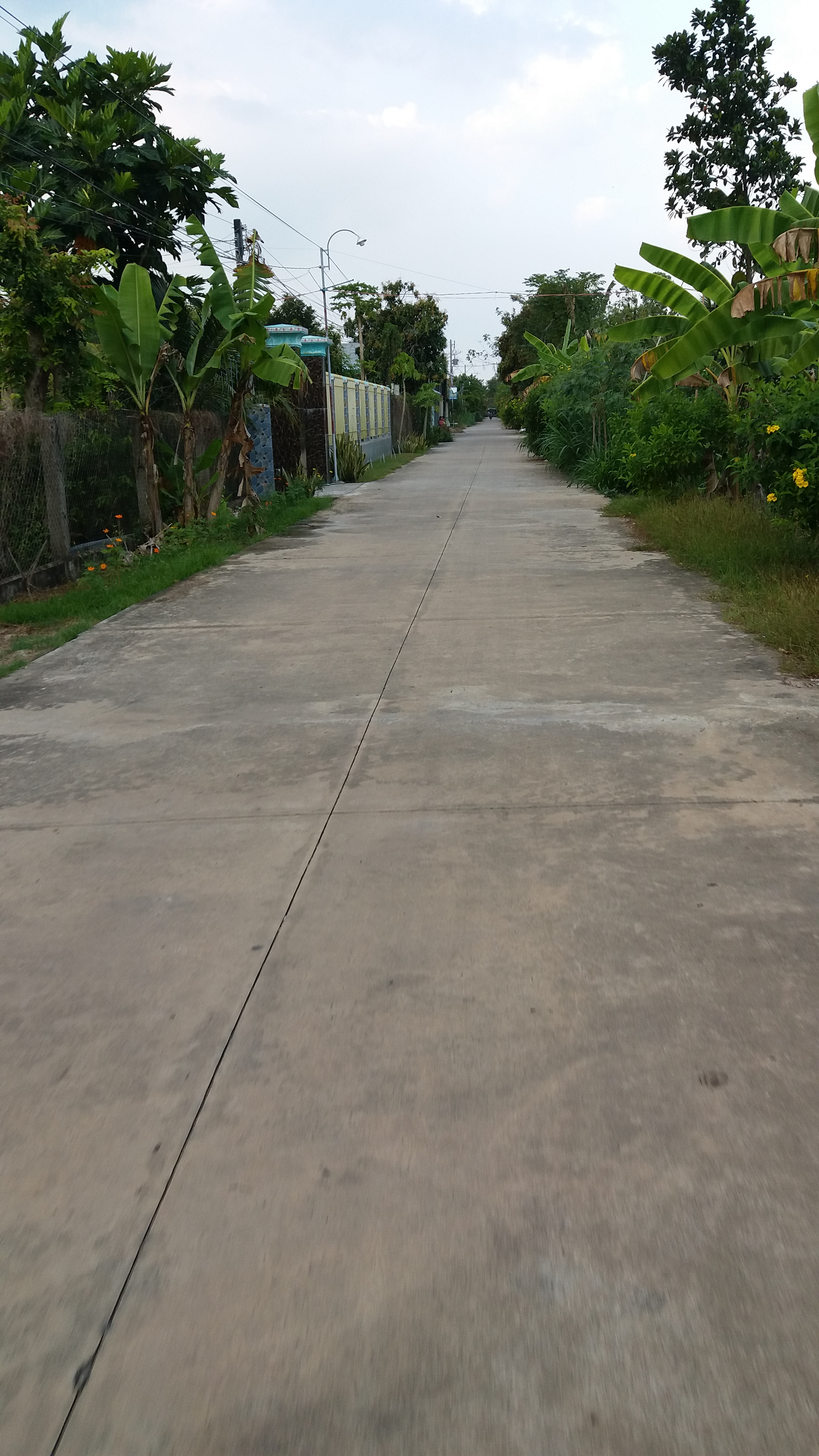
Đường huyện 34, đoạn bê tông.
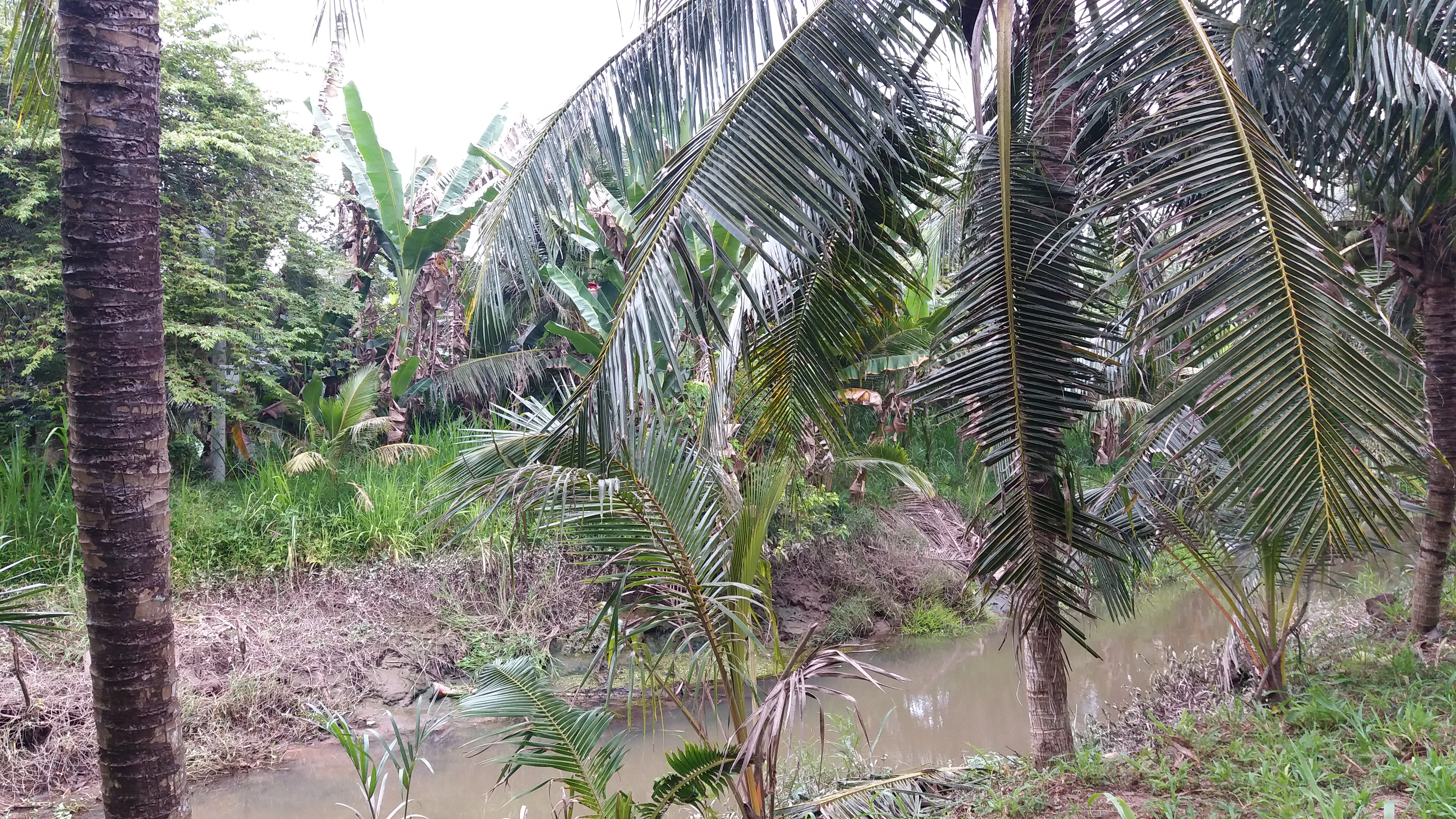
Một dòng kênh nhỏ.
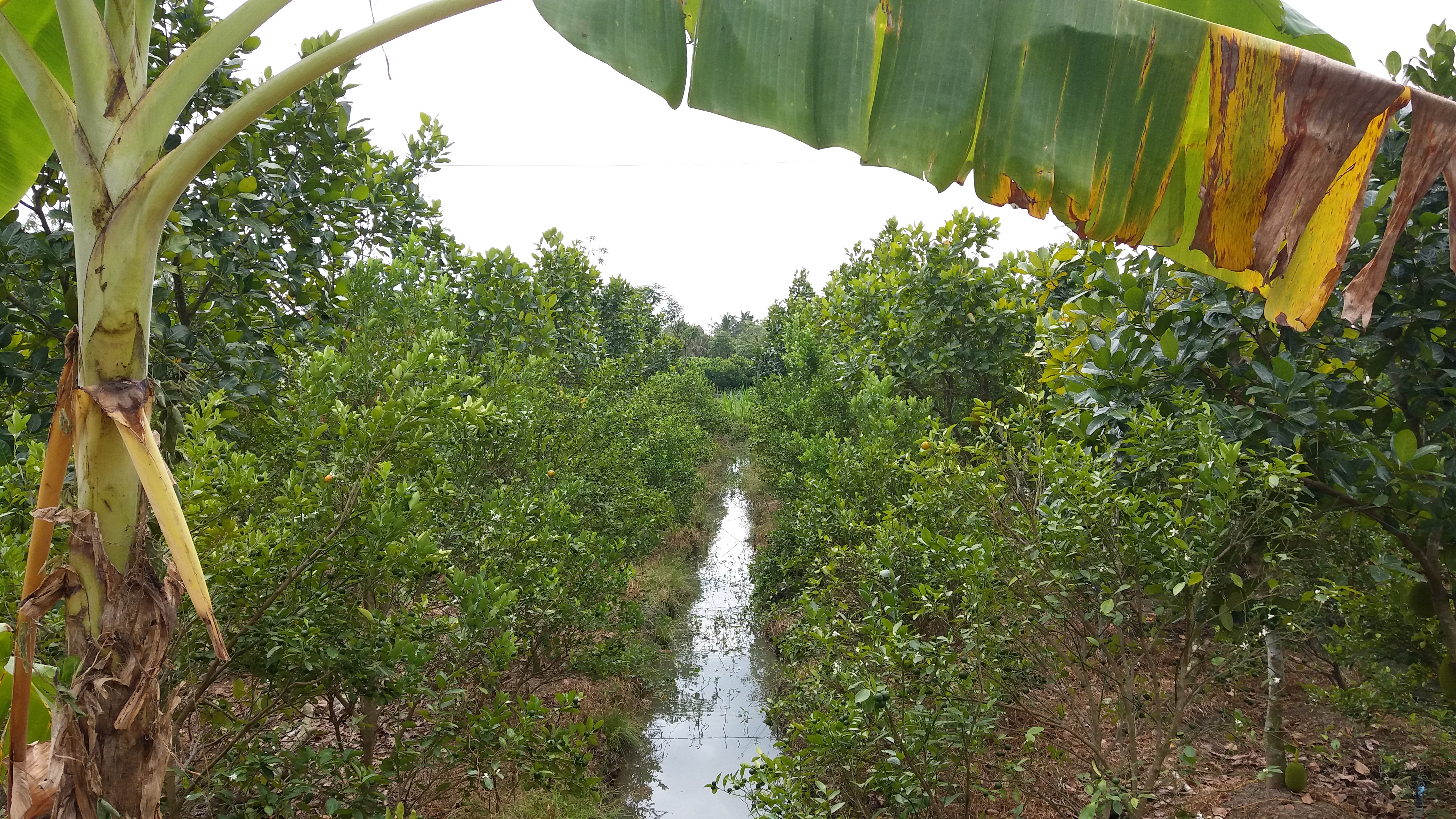
Một vườn chanh.
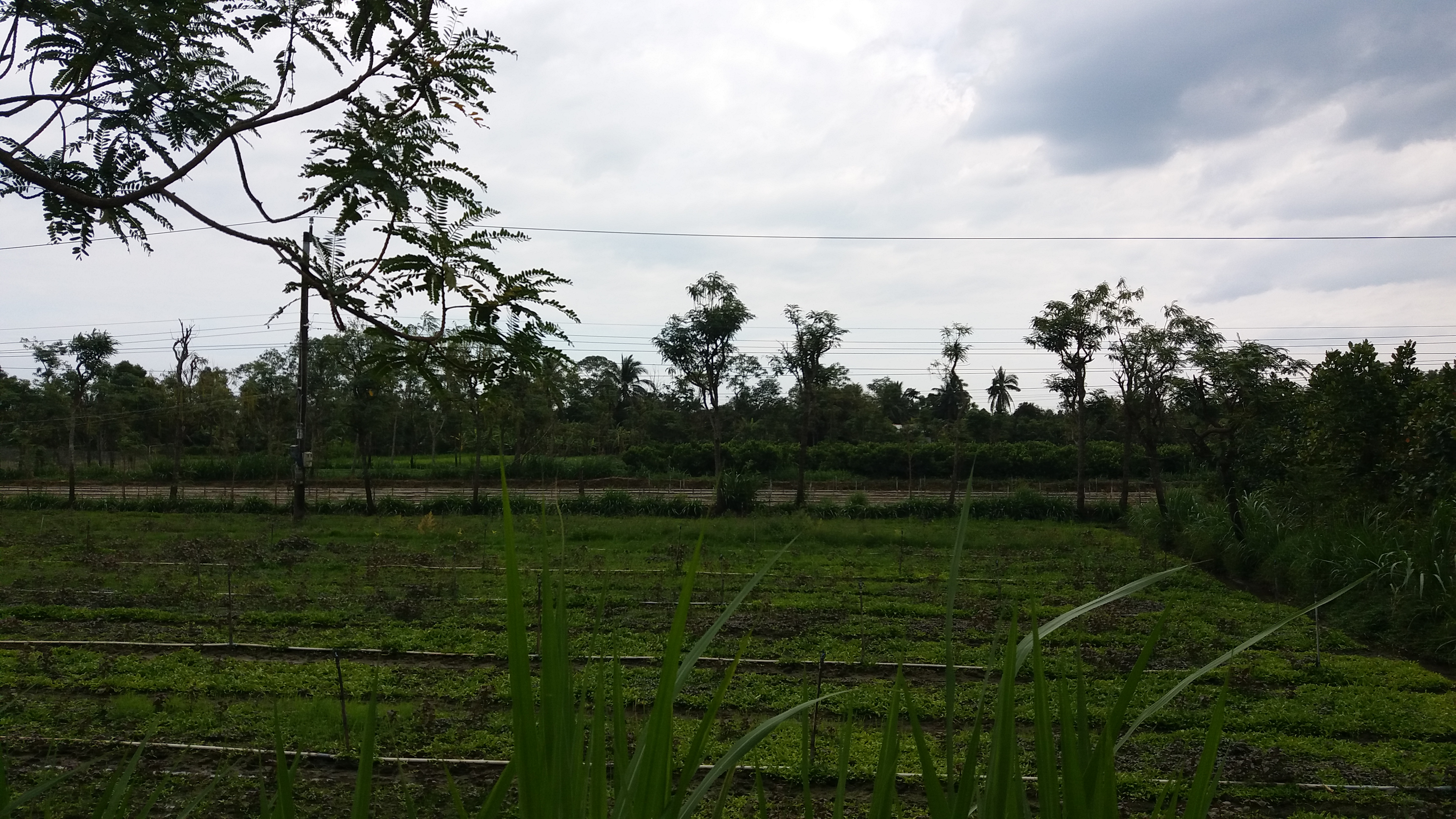
Một cánh đồng trồng rau.
Đình Long Hưng
Đường vào đình Long Hưng